# Zygadenus fremontii
Zygadenus fremontii là một loài thực vật có hoa trong họ Liliaceae. Loài này được Torr. miêu tả khoa học đầu tiên năm 1871.